# Katja Werker

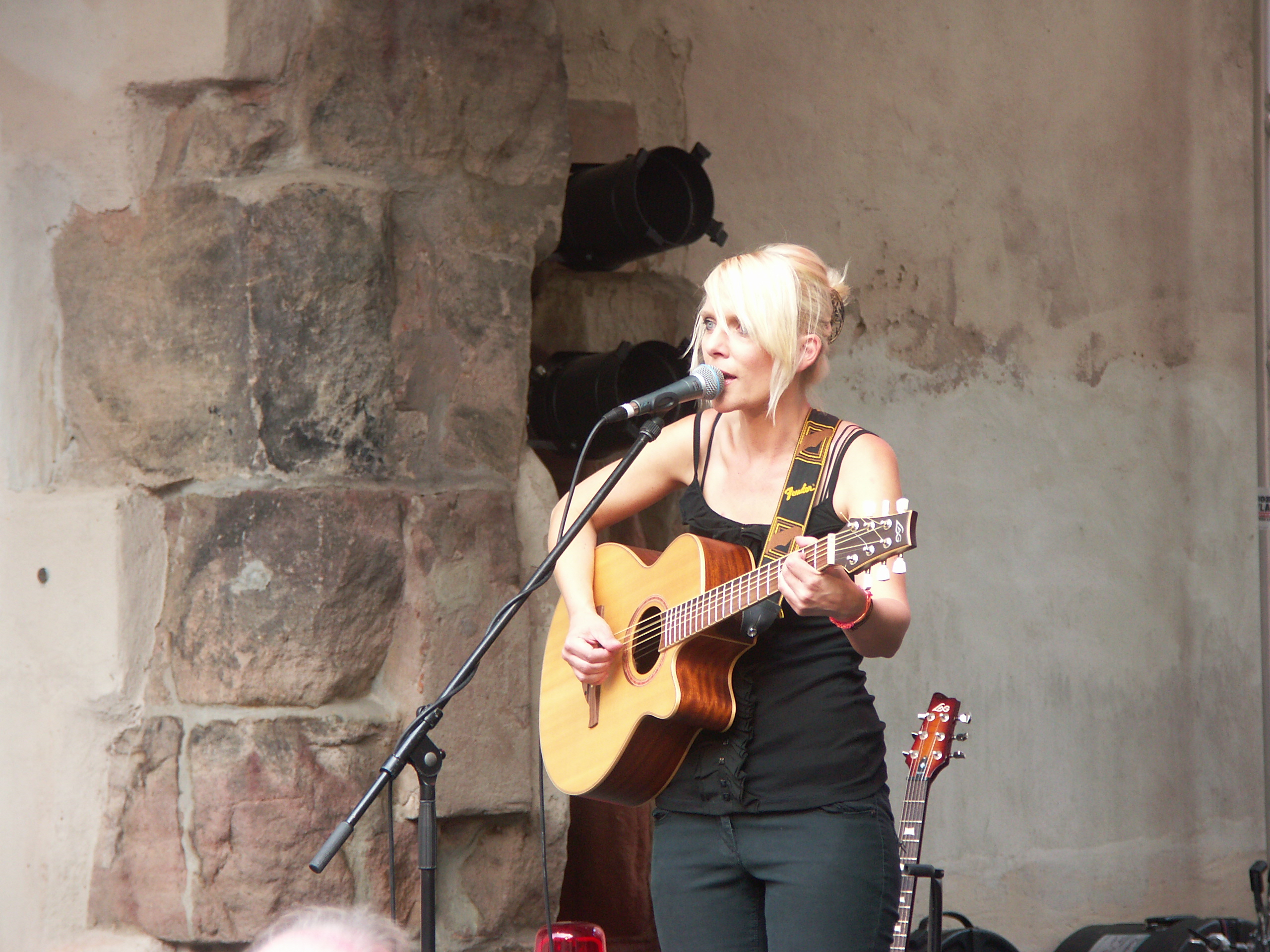
Katja Werker beim „Bardentreffen“ 2009 in Nürnberg

Katja Werker (* 21. Mai 1970 in Essen) ist eine deutsche Singer-Songwriterin. Zwei ihrer Alben veröffentlichte sie unter dem Namen Katja Maria Werker.

## Leben
Katja Werker ist Multiinstrumentalistin und Autodidaktin. Das Spielen mehrerer Instrumente (u. a. Gitarre und Klavier) brachte sie sich selbst bei. Ihre Begabung wurde von einem evangelischen Pfarrer und Jugendgruppenleiter entdeckt.
Ihr 2000 veröffentlichtes Debütalbum Contact Myself  bekam sehr hohe mediale Beachtung und konnte sich 4 Wochen lang in den deutschen Album-Charts platzieren, wo es Position 54 erreichte. In der RTL-Serie Hinter Gittern – Der Frauenknast trat Werker in Folge 137, die am 23. Oktober 2000 erstausgestrahlt wurde, auf und sang den Titel Carried the Cross. In ihrer 2002 herausgegebenen Autobiografie Wo keine Worte sind, da ist Musik arbeitete sie unter anderem ihre Kindheit auf. Die Instrumente auf ihrem 2006 erschienenen zweiten Album Leave that thing behind spielte Werker fast alle selbst. 2008 erschien das dritte Album Dakota, das mit der Single You take me away den Werbesong der Online-Partnervermittlung Parship enthält. Im Jahr 2011 erschienen zwei größtenteils deutschsprachige Alben auf unterschiedlichen Labels. Das von ihr selbst produzierte Album Lieder vom Küchentisch wurde durch Crowdfunding finanziert und erreichte dabei mehr als 350 Prozent des Zielwerts.
Im Januar 2015 wurde das Lied Carried the Cross aus dem Debütalbum Contact Myself in der ZDF-Serie Marie Brand gespielt, woraufhin sowohl der Titel als auch das Album kurzzeitig in die TOP100 der Amazon- und iTunes-Charts einstiegen.

## Diskografie
Alben
- 1999 What The Bird Said (Easyplay Records)
- 2000 Contact Myself  (D #54, Sony BMG) – als Katja Maria Werker
- 2006 Leave that thing behind (SPV)
- 2008 Dakota (EMI)
- 2011 Neuland (T3 Records)
- 2011 Mitten im Sturm (Stockfisch Records) – als Katja Maria Werker
- 2014 Lieder vom Küchentisch (Küchentisch Productions) (Zweitauflage mit Bonustracks 2016)
- 2015 Blackbox (Küchentisch Productions)
- 2018 Magnolia (Küchentisch Productions) (Zweitauflage mit Bonustracks 2020)
- 2019 Greetings from the Heating Cellar - Unreleased Tracks 1998-2008 (Küchentisch Productions) (CD-Veröffentlichung 2020)
- 2020 Contact Myself 2.0 (Stockfisch Records)

Singles und EPs
- 2000 The Streets of Africa (B-Seiten: Contact Myself + Love like u do)
- 2006 Pony ride on (Promo-Single)
- 2008 You take me away (B-Seiten: You take me away (ME Remix) + Heartbreak Boulevard)
- 2011 Du die Sonne, ich der Mond (B-Seiten: Zeit für ein Wunder + Geh aufrecht)
- 2015 Carried the Cross (Akustik Version 2015) (Download-Single)

## Bibliografie
- 2002 Katja Werker: Wo keine Worte sind, da ist Musik. Bastei-Lübbe, 2002, ISBN 978-3-404-61488-2.